# Sphinx cinerea
Sphinx cinerea är en fjärilsart som beskrevs av Harris 1839. Sphinx cinerea ingår i släktet Sphinx och familjen svärmare. Inga underarter finns listade i Catalogue of Life.